# بید علفی یخچالی
بید علفی یخچالی، علف خر یخچالی (نام علمی: Epilobium frigidum) نام یک گونه (زیست‌شناسی) از سرده بید علفی است.